# ルイ・レテリエ
ルイ・レテリエ（Louis Leterrier, 1973年6月17日 - ）は、フランスの映画監督。

## 人物
フランスパリで映画監督のフランソワ・ルテリエの息子として生まれる。母親の勧めによって芸術の道へ進むことを決める。ルテリエは最初に短編映画を撮るが、その前は音楽グループのドラム奏者であった。18歳のとき、ニューヨーク大学で映画の勉強するためにフランスを出る。
1997年にジャン＝ピエール・ジュネの『エイリアン4』の製作補佐をする。その後フランスに戻り、リュック・ベッソンと共にコマーシャルの製作を行う。2002年には『ミッション・クレオパトラ』に第2助監督として参加。
2002年にはコリー・ユンと共に『トランスポーター』で監督デビュー。続編の『トランスポーター2』は単独で監督する。『インクレディブル・ハルク』でハリウッドデビューし、2010年には『タイタンの戦い』を監督した。2010年1月28日、彼は『タイタンの戦い』を3部作にすることを望んでいると述べる。
2019年にはNetflixの人形劇シリーズ『ダーククリスタル: エイジ・オブ・レジスタンス』全10話の監督を務めた。
日本の漫画『聖闘士星矢』の大ファンであることを自ら公言しており、「『タイタンの戦い』で神々が聖衣（鎧）を着ているのは、『聖闘士星矢』へのリスペクトから」と語っている。

## フィルモグラフィ

### 映画

#### 劇場公開映画
| 年   | 題名                                                         | 役割             | 備考                   |
| ---- | ------------------------------------------------------------ | ---------------- | ---------------------- |
| 2002 | トランスポーター The Transporter                             | 監督             | コリー・ユンと共同監督 |
| 2005 | ダニー・ザ・ドッグ Unleashed                                 | 監督             |                        |
| 2005 | トランスポーター2 Transporter 2                              | 監督             |                        |
| 2008 | インクレディブル・ハルク The Incredible Hulk                 | 監督             |                        |
| 2010 | タイタンの戦い Clash of the Titans                           | 監督・製作総指揮 |                        |
| 2013 | グランド・イリュージョン Now You See Me                      | 監督             |                        |
| 2016 | The Brothers Grimsby                                         | 監督             | 日本未公開             |
| 2016 | グランド・イリュージョン 見破られたトリック Now You See Me 2 | 製作総指揮       |                        |
| 2022 | アンタッチャブルズ: ザ・リターン The Takedown                | 監督             |                        |
| 2023 | ワイルド・スピード/ファイヤーブースト Fast X                 | 監督・脚本       |                        |
| 2023 | スラムドッグス Strays                                        | 製作             |                        |
| 2026 | Fast X: Part 2                                               | 監督             |                        |

#### WEB配信映画
| 年   | 題名  | 役割 | 配信局  |
| ---- | ----- | ---- | ------- |
| 2025 | 11817 | 監督 | Netflix |

### テレビドラマ

#### WEB配信ドラマ
| 年   | 題名                                                                             | 役割             | 配信局  | 備考       |
| ---- | -------------------------------------------------------------------------------- | ---------------- | ------- | ---------- |
| 2019 | ダーククリスタル: エイジ・オブ・レジスタンス The Dark Crystal: Age of Resistance | 監督・製作総指揮 | Netflix | 計10話出演 |
| 2021 | Lupin/ルパン Lupin                                                               | 監督             | Netflix | 計3話監督  |